# Англо-германское соглашение (1898)
Англо-германский договор — соглашение, которое было подписано 30 августа 1898 года в Лондоне между Великобританией и Германией о разделе португальских колоний.

## Причины подписания договора
В XIX веке среди европейских стран шла ожесточённая драка за Африку. Лидерами в ней являлись Великобритания и Франция. Но в конце века в колониальную гонку активно стали включаться новые мировые игроки: США, Италия и Германская империя. Последняя была крайне агрессивно настроена по отношению к старым колониальным державам, таким как Франция, Великобритания, Испания, Бельгия и Португалия. Но и среди старых колониальных держав часто возникали конфликты по поводу их владений в той или иной части света. Так одной из причин, побудивших Англию заключить с Германией данный договор, являлся англо-португальский колониальный конфликт 1889—1890 годов. Этот конфликт также продемонстрировал всему миру несостоятельность Португалии в её внешней политике, которая всё больше и больше становилась зависимой от Англии. Дело в том, что в середине XIX века Португалию сотрясали сильные гражданские войны, которые почти развалили финансовый бюджет страны. К концу позапрошлого века внешний долг Португалии достиг огромной цифры, и страна находилась на грани военной и финансовой катастрофы.
В Лондоне считали, что спасти лиссабонское правительство может только большой внешний заём и что предоставить его можно будет только в обмен на колонии слабеющей Португалии. В свою очередь Германия не хотела остаться в стороне от возможного нового передела Африки. Берлин вожделенно смотрел на португальские земли в Африке и также был готов предоставить Лиссабону заём в обмен на колонии. По большому счёту, Великобритания и Германия делили шкуру не убитого медведя. Во-первых, Португалия всё ещё могла позаботиться о своих колониях сама. Во-вторых, Португалия ещё не объявила о своём банкротстве. Тем не менее, Лондон и Берлин, предвидя скорое падение португальских колоний, решили их поделить заранее.
Также одна из причин подписания договора кроется в том, что Великобритания в скором времени намеревалась начать войну против буров, которых поддерживала Германия, предоставляя им превосходное оружие и боеприпасы. Англичане боялись, что во время новой англо-бурской войны в неё могут вмешаться немцы и конфликт может получить широкий размах. Англия, стремясь не допустить направленного против неё сближения континентальных держав, согласилась на предложение германского канцлера Бернгарда Бюлова о разделе португальских колоний между Англией и Германией в обмен на обязательство германского правительства прекратить поддержку бурских республик. Стоит сказать, что немцы не сдержали своего обещания и во время англо-бурской войны 1899—1902 годов англичане столкнулись с прекрасно вооружённой бурской армией, которая имела на вооружении маузерские винтовки образца 1898 года и новые крупповские пушки.

## Подписание договора
30 августа 1898 года в Лондоне был подписан англо-германский договор. Инициатива подписания договора исходила от Джозефа Чемберлена. Договор состоял из трёх конвенций. В первой было сказано о том, что обе договаривающиеся стороны обязываются поддерживать неприкосновенность и независимость Португалии. Также предполагалось предоставить ей срочный заём под залог её колоний. Во втором пункте указывалось разграничение сфер влияния: Англия получала Мозамбик и центральную часть Анголы, а Германия — небольшую часть Мозамбика, остальную часть Анголы и остров Тимор в Зондском архипелаге (Тихий океан). В третьей части соглашения стороны договаривались об условиях и порядке раздела между Англией и Германией португальских колоний в том крайнем случае, когда Лиссабон категорически воспротивится политике Лондона и Берлина и не захочет отдавать свои владения.
В целом договор носил явно агрессивный и империалистический характер. Также англичане и немцы договаривались совместно препятствовать попыткам третьих стран принять участие в разделе португальских колоний. Здесь под «третьей страной» следует подразумевать Францию, которая также была бы не прочь поживиться за счёт слабой Португалии и расширить свои и без того огромные колониальные владения.

## Последствия подписания договора
Раздел португальских владений так и не состоялся. Одной из причин этого можно назвать коварную двойную политику Англии. Вот что об этом пишет историк Юрий Ненахов:
«Однако сыны Альбиона и здесь проявили коварство, переходящее все возможные границы: немедленно после заключения вышеописанного договора Великобритания тайно предоставила Лиссабону столь необходимый ему срочный заём, помогла укрепить национальные финансы и в секретном англо-португальском Винздорском соглашении 1899 года подтвердила своё обязательство, данное ещё в XVII веке — защищать португальские владения от посягательств третьей державы».
В 1913 году Англия возобновила с ничего не подозревавшей Германией старый договор. Более того: Лондон обещал Германии передачу под её контроль всю часть португальской Анголы. Но через год началась Первая мировая война, и все ранние договоренности были аннулированы.